# Ammerschlucht an der Echelsbacher Brücke
Koordinaten: 47° 42′ 37″ N, 10° 58′ 34″ O

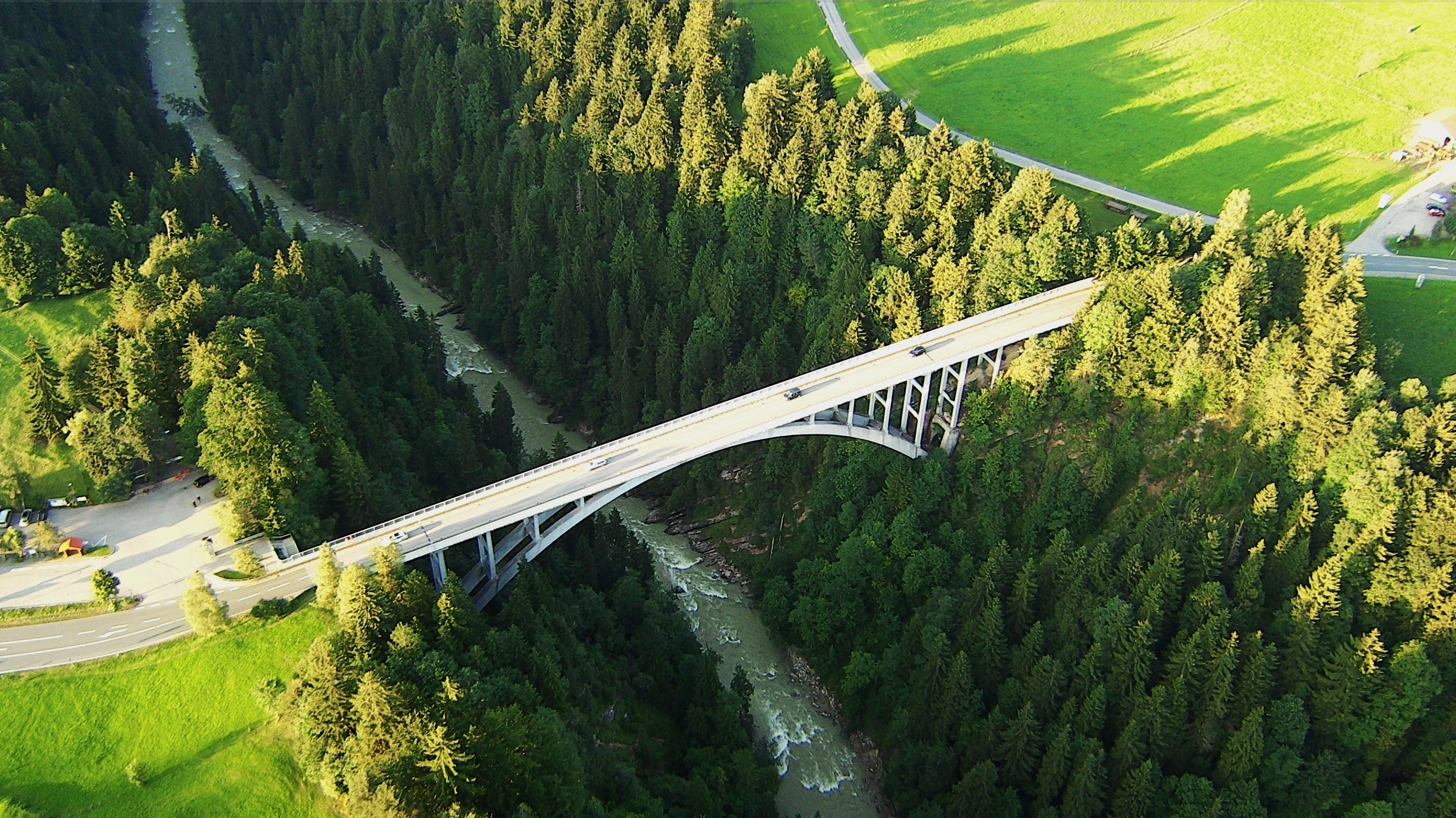
Naturschutzgebiet Ammerschlucht an der Echelsbacher Brücke (August 2010)

Das Naturschutzgebiet Ammerschlucht an der Echelsbacher Brücke liegt in den Landkreisen Garmisch-Partenkirchen und Weilheim-Schongau in Oberbayern. Es ist Teil des FFH-Gebietes Ammer vom Alpenrand b. zum NSG „Vogelfreistätte Ammersee-Südufer“ (8331-302).
Das 32,4 ha große Gebiet mit der Nr. NSG-00077.01, das im Jahr 1986 unter Naturschutz gestellt wurde, erstreckt sich durch die Ammerschlucht entlang der Ammer zwischen Schönberg im Norden und Echelsbach im Süden. Im nördlichen Bereich des Gebietes verläuft die B 23 westlich, im südlichen Bereich verläuft sie östlich. Westlich von Lettichenbichl führt sie über die Echelsbacher Brücke und kreuzt das Tal der Ammer.